# Kunowice (przystanek kolejowy)
Kunowice – przystanek osobowy i była kolejowa stacja graniczna w Kunowicach, w województwie lubuskim, w Polsce.

## Ruch pasażerski[2]
| Rok  | Wymiana pasażerska na dobę |
| ---- | -------------------------- |
| 2017 | 0-9                        |
| 2018 | 0-9                        |
| 2019 | 0-9                        |
| 2020 | 0-9                        |
| 2021 | 0-9                        |
| 2022 | 0-9                        |
| 2023 | 0-9                        |

## Historia

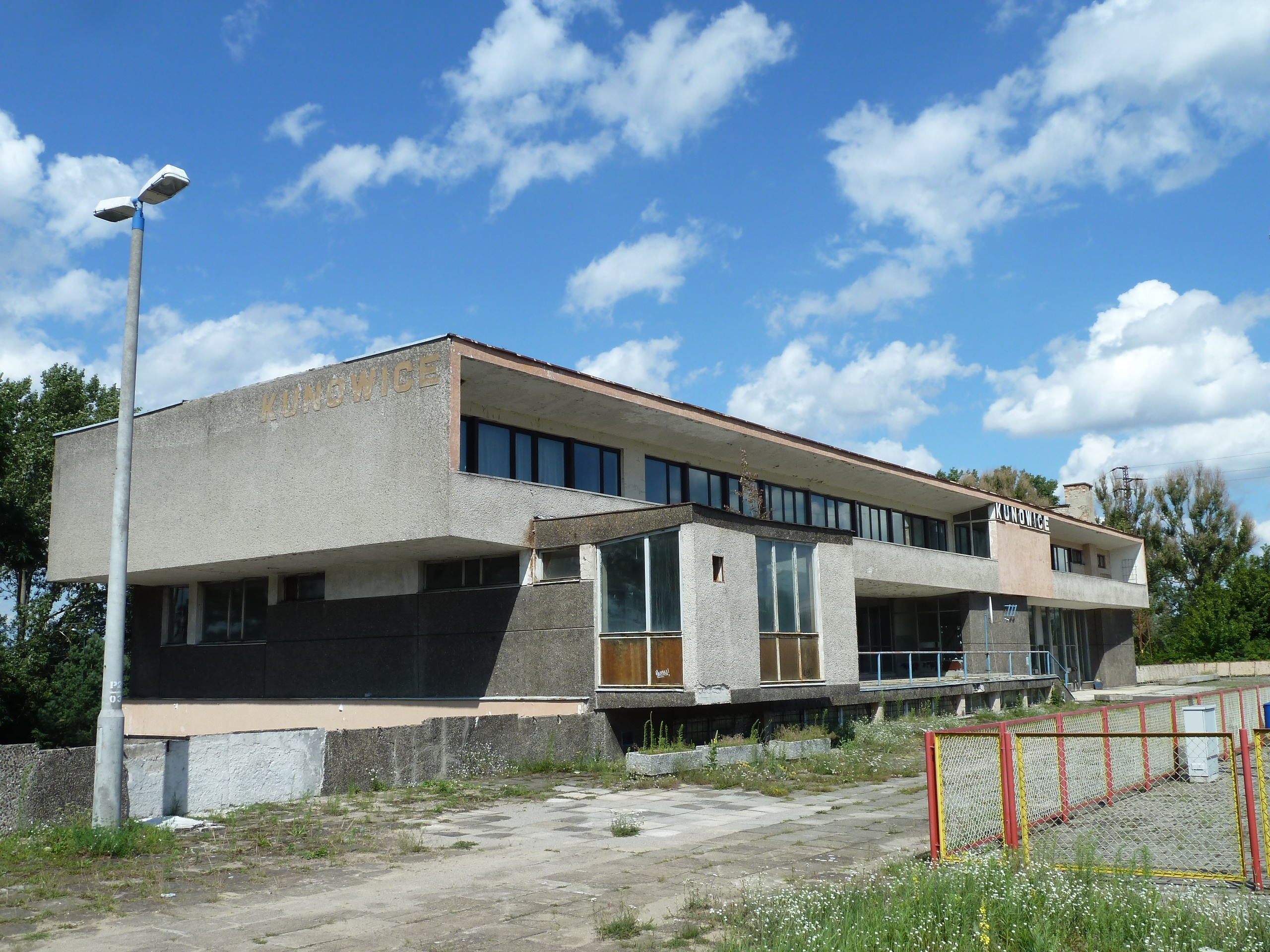
Budynek dworcowy z 1965 przed remontem

Konieczność budowy nowego dworca PKP w Kunowicach wynikła z faktu zmiany granic Polski po II wojnie światowej. W 1949 r. Kunowice stały się stacją graniczną pomiędzy Polską a Niemiecką Republiką Demokratyczną. W 1960 Dyrekcja Okręgowa Kolei Państwowych w Poznaniu podjęła decyzję o budowie nowego budynku stacyjnego z jednoczesną modernizacją i rozbudową stacji. Prace rozpoczęto w czerwcu 1963, a zakończono w grudniu 1965.
Budynek dworca kolejowego spełniał także funkcje dworca PKS. Zawierał wszystkie niezbędne pomieszczenia dla obsługi podróżnych, służb kolejowych oraz jednostek kontroli granicznej. Założeniem DOKP Poznań była budowa dworca spełniającego także funkcje reprezentacyjne. Nowy dworzec posiadał trzy kondygnacje o łącznej kubaturze 7800 m³ i powierzchni użytkowej 576 m². Ważnym elementem modernizacji stacji Kunowice była przebudowa układu torowego i systemu zabezpieczeń ruchu pociągów. Wybudowano również budynki nastawni, magazynu towarowego, nowe perony, tunel pod peronami oraz wiatę peronową z poczekalnią letnią. Całkowicie zmodernizowano oświetlenie stacji. Oddanie nowego budynku i całej zmodernizowanej infrastruktury nastąpiło 5 lutego 1965.
W okresie PRL-u na stacji Kunowice odbywała się odprawa celna i paszportowa. Do 2007 r. kontrola graniczna odbywała się jednak w czasie jazdy pociągu pomiędzy Rzepinem a Frankfurtem nad Odrą. Z chwilą wejścia Polski do strefy Schengen (21 grudnia 2007) kontrola paszportowa została zlikwidowana.
W grudniu 2013 roku spółka Promet Cargo przejęła zdewastowany budynek dworcowy z przeznaczeniem na  centrum logistyczno-biurowe. Nowy właściciel przeprowadził remont generalny obiektu. Wymieniono stolarkę okienną, wszystkie instalacje, podłogi, wybudowano ściany działowe. Wykonano nową elewację, zachowując przy tym bryłę budynku. Obiekt uroczyście otwarto 6 listopada 2015 roku.
W roku 2005, w wyniku modernizacji linii kolejowej, Kunowice przestały być stacją – zostały podzielone na dwa odrębne posterunki ruchu: posterunek odgałęźny Kunowice i przystanek osobowy Kunowice.

## Linia Kunowice – Cybinka
Linię Kunowice – Cybinka wybudowano w 1907 r. Początkowo była to linia wąskotorowa. Jej budowę spowodowało otwarcie fabryki celulozy znajdującej się w miejscowości Prochowiec. Dawniej linia, zakwalifikowana jako bocznica, uczęszczana była przez pociągi towarowe na całym odcinku. Została zlikwidowana w 2013 roku.
W Cybince często miały postój lokomotywy obsługujące przewozy towarowe tej linii. Okazyjnie na stacji w Cybince i na krótkim odcinku linii odbywały się przejazdy wagonem pocztowym i drezynami.